# Olympique Lillois
L'Olympique Lillois, abbreviato in OL, è stata una società calcistica francese fondata a Lilla nel 1902. Ha vinto il campionato francese di calcio nella stagione 1932-1933. Si è sciolta nel 1944, a seguito di una fusione con il Fives, che ha dato origine alla nuova società denominata LOSC Lille.

## Storia

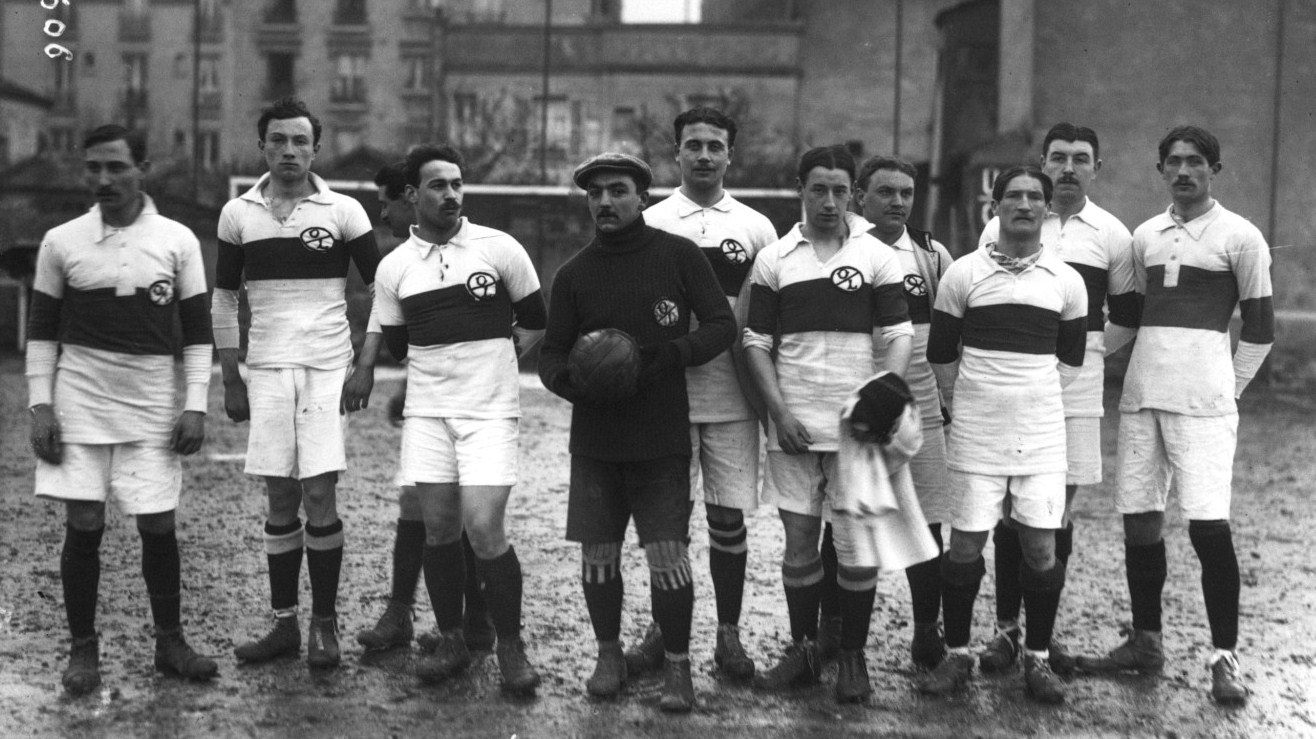
Formazione dell'Olympique Lillois prima della semifinale del campionato francese USFSA nel 1914.

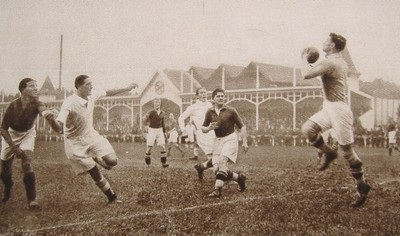
Azione di gioco della sfida all'Olympique Marsiglia dell'11 settembre 1932, prima partita da professionista per l'Olympique Lillois.

L'Olympique Lillois venne fondato nel 1902 come club polisportivo su iniziativa di un gruppo di industriali e mercanti della città di Lilla. Nel 1907 vennero inglobati nel club due società cittadine, l'Iris Club lillois e lo Stade Lillois. Le attenzioni dei dirigenti del club si concentrarono prevalentemente sulla sezione calcistica, sulla quale riversarono i principali investimenti. Affiliato alla USFSA, il club nel 1911 andò incontro alla prima scissione con la formazione del Club Lillois, mentre nel 1922 l'Iris Club riprese la sua indipendenza.
Sin dal 1903 la squadra di calcio partecipava allo Championnat du Nord, organizzato dalla USFSA, e nel 1911 arrivò la vittoria del campionato regionale e la prima partecipazione alle fasi finali per la vittoria del campionato francese. Nel 1914 arrivò la vittoria del campionato dopo che in finale l'Olympique Lillois sconfisse per 3-0 l'Olympique Cettois. Nello stesso anno la squadra conquistò il Trophée de France, superando in finale il Vie au Grand Air du Médoc. Dopo la prima guerra mondiale ci fu l'unificazione delle federazioni calcistiche e la nascita della FFFA, che riorganizzò il campionato francese e consentì lo sviluppo del calcio regionale. L'Olympique Lillois faceva parte della Ligue du Nord, per la quale venne eletto presidente Henri Jooris, presidente dell'OL, e partecipava alla Division d'Honneur du Nord. Sempre nel 1919 venne istituita la Coppa di Francia, con l'Olympique Lillois che non riuscì ad andare oltre i quarti di finale in alcuna edizione fino all'avvento del professionismo.
Nel 1932 l'Olympique Lillois ottenne lo status di club professionista e venne ammesso alla Division Nationale 1932-1933, prima edizione del campionato francese, assieme ai concittadini del SC Fives. La prima partita da club professionista fu la sfida all'Olympique Marsiglia dell'11 settembre 1932, persa per 7-0, mentre la prima vittoria arrivò nella partita successiva contro l'RC Parigi. L'OL concluse al primo posto il girone A e venne ammesso alla finale del campionato: la finale venne disputata allo stadio olimpico Yves du Manoir di Colombes e venne vinta dall'OL per 4-3 sul Cannes grazie alla rete decisiva di Georges Winckelmans negli ultimi minuti di gioco, vittoria che consentì all'OL di diventare la prima squadra vincitrice del campionato francese. Nella stagione successiva l'OL perde il titolo all'ultima giornata a favore del Sète con la sconfitta contro il retrocesso Nizza; raggiunse anche per la prima volta la semifinale della Coppa di Francia, venendo eliminato dal Sète, successivamente vincitore anche del trofeo. Dopo un deludente settimo posto nella stagione 1934-1935, l'Olympique Lillois tornò nelle parti alte della classifica col secondo posto finale nella stagione successiva. Nella stagione 1938-1939, ultima prima dell'interruzione a causa della seconda guerra mondiale, l'OL raggiunse per la prima volta la finale della Coppa di Francia, senza riuscire nell'impresa di vincerla, venendo sconfitta dall'RC Parigi per 3-1.
Nel maggio 1941 l'Olympique Lillois e l'Iris Club decisero di unire le forze, fondendosi e dando vita all'Olympique Iris Club Lillois (OICL). Il club partecipò ai campionati di guerra, inserito nel girone della zona interdetta nel 1941-1942 e nel girone nord nel 1942-1943. In entrambe le stagioni raggiunse la finale della zona di appartenenza nella Coppa di Francia, perdendo in entrambe le occasioni dal Lens. Nel 1943 con la creazione di un campionato federale su imposizione del governo di Vichy portò alla creazione di 16 squadre federali, rappresentanti delle regioni nazionali, al posto delle 32 squadre professionistiche, incluso l'OICL, alle quali venne tolto lo status professionistico. L'attività dell'OICL, privata dei suoi migliori calciatori che entrarono a far parte della squadra federale di Lille-Flandres, continuò a livello amatoriale. L'OICL poté, tuttavia, partecipare alla Coppa di Francia, dove fu eliminata ai sedicesimi di finale dalla squadra federale di Montpellier-Languedoc per 3-2 dopo i tempi supplementari. Dopo lunghe trattative l'Olympique Lillois e lo Sporting Club Fivois optarono per la fusione e il 23 settembre 1944 venne fondato ufficialmente il Lille Olympic Sporting Club (LOSC).

## Allenatori e presidenti
| Presidenti dell'Olympique Lillois - 1902-1907: André Nicodème - 1907-1911: André Billy - ?: Eugène Hennart - 1919-1932: Henri Jooris - 1932-1940: Gabriel Caullet - 1940-1941: Henri Kretzschmar - 1941-?: Pierre Delfortie - ?-1944: Francis Bonduel | Allenatori dell'Olympique Lillois - ?: Charlie Williams - ?: Maurice Bunyan - 1923: Charles Griffiths - 1931-1932: Nagy - 1932-1934: Robert De Veen - 1934-1935: Bob Fisher - 1935-1937: Ted Maghner - 1937-1938: Steirling - 1938-1939: Jenő Konrád - 1941-1943: Georges Winckelmans - 1943-1944: Denglos |

## Palmarès

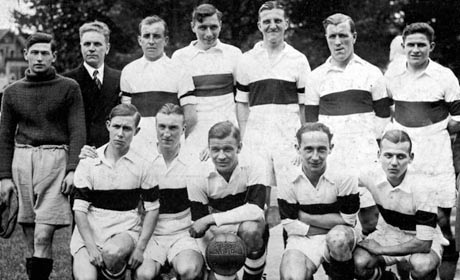
La squadra dell'Olympique Lillois vincitrice del primo campionato di Francia nella stagione 1932-1933.

### Competizioni nazionali
- Campionato francese: 1

1932-1933
- Trophée de France: 1

1914
- Campionato di Francia USFSA: 1

1914

### Competizioni internazionali
- Challenge international du Nord: 1

1907

### Altri piazzamenti
- Campionato francese:

Secondo posto: 1935-1936
- Challenge international du Nord:

Finalista: 1907